# Emanuel Centurión
Emanuel Adrián Centurión (* 25. August 1982 in Lomas de Zamora) ist ein ehemaliger argentinischer Fußballspieler.

## Karriere
Centurión begann seine Profikarriere 2001 beim argentinischen Klub Vélez Sársfield. In der Folgezeit kam er dort zu regelmäßigen Einsätzen. Im Jahre 2003 wechselte der Mittelfeldspieler für 2,5 Millionen Euro vom argentinischen Erstligisten nach Europa, zum VfB Stuttgart in die Bundesliga. Er unterschrieb dort einen Vertrag bis 2008. Dabei ging Centurión als erster geleaster Fußballprofi in die deutsche Fußballgeschichte ein. Die Transferrechte lagen dabei bei der KBM GmbH. Die Ablöse von 2,5 Mio. € wurde monatlich in Raten gezahlt. Beim VfB tat sich Centurión von Anfang an schwer. Sein Debüt in der Bundesliga gab der Offensivspieler am 11. Spieltag, dem 8. November 2003, in der Partie gegen Eintracht Frankfurt, als ihn Trainer Magath in der 83. Minute für Kevin Kurányi einwechselte. Im Laufe seiner Stuttgarter Zeit erhielt Centurión dann aber weder von Felix Magath, der ihn geholt hatte, noch von dessen Nachfolgern Matthias Sammer und Giovanni Trapattoni eine Chance, sich über einen längeren Zeitraum zu beweisen. Nach sechs Bundesligaspielen wurde der Argentinier daher im Winter 2005 nach Argentinien zu seinem Stammverein Vélez Sársfield verliehen, wo er bis zu Beginn der Saison 2005/06 blieb. In Sársfield kam Centurión wieder zu mehr Einsatzmöglichkeiten und konnte die Clausura-Meisterschaft gewinnen. Nach seiner Rückkehr 2006/07 wurde der Mittelfeldspieler von Trainer Armin Veh als nicht bundesligatauglich eingestuft. Zu einem Verkauf oder einem erneuten Verleih kam es nicht. Centurión trainierte bei den Amateuren mit, war dort aber als Nicht-EU-Bürger nicht spielberechtigt. Im Dezember 2006 verlieh die KBM GmbH den Spieler für ein Jahr mit Kaufoption an den argentinischen Verein CA Colón de Santa Fe. Centurión besaß jedoch weiterhin einen Vertrag beim VfB Stuttgart. Dieser wurde am 12. Februar 2007 dem Wunsch des Spielers entsprechend rückwirkend zum 31. Dezember 2006 aufgelöst. 2008 schloss sich der Mittelfeldakteur dem mexikanischen Klub Atlas Guadalajara an. Diese liehen ihn in der Folgezeit an die südamerikanischen Klubs CA Independiente, die Chacarita Juniors und CF Universidad de Chile aus. 2011 trug Centurión das Trikot von CA San Martín de Tucumán.
Nachdem er zuletzt für den argentinischen Verein Alvarado gespielt hatte, wechselte er im Januar 2014 zum uruguayischen Erstligisten Sud América. Dort absolvierte er in der Clausura 13 Partien in der Primera División. In der Saison 2014/15 folgten 17 weitere Einsätze in der höchsten uruguayischen Spielklasse aufgestellt. Einen Treffer erzielte er für die Uruguayer nicht. Anfang 2016 setzte er seine Karriere bei Independiente Rivadavia fort, wo er im Sommer 2017 seine Karriere beendete.

## Erfolge
- Clausura-Meisterschaft mit CA Vélez Sársfield: 2005